# اس‌اس ماریپوزا
اس‌اس ماریپوزا (به انگلیسی: SS Mariposa) یک کشتی بود که طول آن ۶۳۲ فوت (۱۹۳ متر) بود. این کشتی در سال ۱۹۳۱ ساخته شد.